# Cloob
Cloob.com — соціальна мережа з інтерфейсом на перській мові, найпопулярніша в Ірані. Після блокування популярної мережі Orkut кілька соціальних мереж були створені для заповнення ніші.
У користувачів є доступ до таких сервісів: внутрішня електронна пошта (для певних друзів, груп друзів і членів спільноти, спільноти і загальні обговорення (клуби), особисті фотоальбоми і альбоми спільнот, архів статей для спільнот, чати для спільнот, блоги, база резюме і пропозицій роботи, віртуальні гроші (під назвою «coroob»), книга грошових надходжень і витрат для користувача, онлайн-магазини товарів і послуг, питання і відповіді, обмін посиланнями і контентом, новини, розширені налаштування дозволів.
Cloob був заборонений цензурою уряду Ірану 7 березня 2008 року (під час парламентських виборів). Але потім, як оголосило керівництво мережі, «нелегальний контент» був вилучений і доступ відновили 29 квітня 2008 року. Ще одне блокування сталося 25 грудня 2009 року.